# نادين باخص
نادين باخص كاتبة سوريّة
ولدت في مدينة حمص، في الثامن من آذار 1984.
بدأت الكتابة في سن مبكرة، ونشرت أولى نصوصها عام 2000.
درست اللغة العربية، وحصلت على الإجازة عام 2005.
خلال سنوات دراستها الجامعية نشرت مجموعة من القصائد والدراسات الأدبية في صحف ومجلات عربية.
عام 2006 كتبت روايتها الأولى (وانتهت بنقطة)، التي صدرت عن دار الآداب ببيروت 2009.
تابعت دراستها حيث سجّلت في قسم الدراسات العليا باختصاص (دراسات نقدية وبلاغية)، وأنجزت بحثاً لنيل درجة الماجستير بعنوان (أثر الفكر الوجودي في اللغة الشعرية عند نزيه أبو عفش)، صدر عام 2014 عن شركة المطبوعات للتوزيع والنشر ببيروت بعنوان (الدوائر المتحدة المركز - دراسة نقدية في شعر نزيه أبو عفش).
ورد اسمها في سلسلة أنطولوجيا الشعر السوري (الجزء الرابع) التي صدرت عن الأمانة العامة لاحتفالية دمشق عاصمة الثقافة العربية 2008.
ترجمت بعض نصوصها إلى اللغتين الفرنسية والإنكليزية.
صدرت مجموعتها الشعرية الأولى (أُخفي الأنوثة) عن دار نينوى بدمشق 2012.
نشرت مجموعة من الأبحاث النقدية في مجلات عربية محكّمة.
أصدرت دراسة نقدية بعنوان (الدوائر المتحدة المركز) دراسة نقدية في شعر نزيه أبو عفش عن شركة المطبوعات للتوزيع والنشر ببيروت عام 2015، بالتزامن مع صدور يومياتها (حمص... ويستمرّ) عن دار النهضة العربية ببيروت بالاشتراك مع دار الفيل بالقدس.
تزاول التحرير والعمل الصحفي بشكل حرّ.